# Friedrich Axt
Friedrich Axt (* 2. Dezember 1870 in Elsheim (Kreis Bingen); † 9. Oktober 1947 in Darmstadt) war ein hessischer Politiker (Volksrechtspartei) und Abgeordneter des Landtags des Volksstaates Hessen.

## Familie
Friedrich Axt war der Sohn des Landwirts Friedrich Axt und dessen Frau Katharina Axt, geborene Kleemann. Er heiratete am 22. August 1901 in Ober-Ramstadt Elisabetha Maria Luisa Emma Axt * 14. April 1879 Ober-Ramstadt, geborene Breitwieser.

## Ausbildung und Beruf
Nach einem Studium der Theologie wurde Axt evangelischer Pfarrer in Mommenheim und später in Mainz. Er wirkte auch als Lehrer, wurde Oberstudienrat und später Professor an der Liebig-Oberrealschule in Darmstadt.

## Politik
Zwischen 1927 und 1931 war Friedrich Axt für die Volksrechtspartei Mitglied des Landtags des Volksstaates Hessen.